# Odds and Sods
Albums de The Who
Meaty Beaty Big and Bouncy
(1971) The Kids Are Alright
(1979)
Odds & Sods (signifiant en français « petites bricoles ») est une compilation de faces B du groupe britannique The Who, parue en 1974.
Le travail de compilation avait été confié en 1973 au bassiste John Entwistle, les autres membres du groupe étant en pleine préparation du film Tommy.
Une édition remasterisée de l'album est parue en 1997, avec de nombreux titres supplémentaires.